# Solsøjle
En solsøjle er et lysfænomen på himlen, bestående af en lysende, lodret stribe op over solen, frembragt ved solstrålernes refleksion gennem iskrystaller. En solsøjle ses ved solop- eller nedgang. Den opstår ved spejling af lyset i - eller på - de iskrystaller som cirrusskyerne består af.

## Ekstern henvisning
- Hvad er Solsøjler? Arkiveret 23. december 2009 hos  Wayback Machine

| Artikelstump | Spire Denne meteorologi eller vejr-relaterede artikel er en spire som bør udbygges. Du er velkommen til at hjælpe Wikipedia ved at udvide den. |